# Засавица II
Засавица II или Доња Засавица је насеље у Србији у општини Сремска Митровица у Сремском округу. Према попису из 2022. било је 532 становника.

## Демографија
У насељу Засавица II живи 559 пунолетних становника, а просечна старост становништва износи 38,6 година (38,9 код мушкараца и 38,4 код жена). У насељу има 205 домаћинстава, а просечан број чланова по домаћинству је 3,45.
Ово насеље је углавном насељено Србима (према попису из 2002. године), а у последња три пописа, примећен је пад у броју становника.
|  |

| Демографија | Демографија | Демографија |
| Година      | Становника  | Становника  |
| ----------- | ----------- | ----------- |
| 1948.       | 769         |             |
| 1953.       | 814         |             |
| 1961.       | 806         |             |
| 1971.       | 760         |             |
| 1981.       | 767         |             |
| 1991.       | 750         | 727         |
| 2002.       | 707         | 724         |

| Етнички састав према попису из 2002.‍ | Етнички састав према попису из 2002.‍ | Етнички састав према попису из 2002.‍ | Етнички састав према попису из 2002.‍ | Етнички састав према попису из 2002.‍ |
| ------------------------------------ | ------------------------------------ | ------------------------------------ | ------------------------------------ | ------------------------------------ |
|                                      |                                      |                                      |                                      |                                      |
| Срби                                 | Срби                                 |                                      | 583                                  | 82,46%                               |
| Роми                                 | Роми                                 |                                      | 41                                   | 5,79%                                |
| Југословени                          | Југословени                          |                                      | 5                                    | 0,70%                                |
| Словенци                             | Словенци                             |                                      | 1                                    | 0,14%                                |
| Русини                               | Русини                               |                                      | 1                                    | 0,14%                                |
| Македонци                            | Македонци                            |                                      | 1                                    | 0,14%                                |
| непознато                            | непознато                            |                                      | 74                                   | 10,46%                               |

| Година пописа     | 1948. | 1953. | 1961. | 1971. | 1981. | 1991. | 2002. |
| ----------------- | ----- | ----- | ----- | ----- | ----- | ----- | ----- |
| Број домаћинстава | 153   | 171   | 201   | 196   | 209   | 216   | 205   |

| Број чланова      | 1  | 2  | 3  | 4  | 5  | 6  | 7  | 8 | 9 | 10 и више | Просек |
| ----------------- | -- | -- | -- | -- | -- | -- | -- | - | - | --------- | ------ |
| Број домаћинстава | 30 | 42 | 36 | 45 | 27 | 11 | 12 | 1 | 0 | 1         | 3,45   |

| Пол    | Укупно | Неожењен/Неудата | Ожењен/Удата | Удовац/Удовица | Разведен/Разведена | Непознато |
| ------ | ------ | ---------------- | ------------ | -------------- | ------------------ | --------- |
| Мушки  | 287    | 78               | 179          | 17             | 11                 | 2         |
| Женски | 294    | 54               | 174          | 55             | 9                  | 2         |
| УКУПНО | 581    | 132              | 353          | 72             | 20                 | 4         |

| Пол    | Укупно                    | Пољопривреда, лов и шумарство | Рибарство                            | Вађење руде и камена | Прерађивачка индустрија       |
| ------ | ------------------------- | ----------------------------- | ------------------------------------ | -------------------- | ----------------------------- |
| Мушки  | 130                       | 52                            | 0                                    | 0                    | 56                            |
| Женски | 55                        | 30                            | 0                                    | 0                    | 5                             |
| УКУПНО | 185                       | 82                            | 0                                    | 0                    | 61                            |
| Пол    | Производња и снабдевање   | Грађевинарство                | Трговина                             | Хотели и ресторани   | Саобраћај, складиштење и везе |
| Мушки  | 2                         | 6                             | 2                                    | 0                    | 2                             |
| Женски | 0                         | 1                             | 3                                    | 0                    | 0                             |
| УКУПНО | 2                         | 7                             | 5                                    | 0                    | 2                             |
| Пол    | Финансијско посредовање   | Некретнине                    | Државна управа и одбрана             | Образовање           | Здравствени и социјални рад   |
| Мушки  | 0                         | 0                             | 4                                    | 0                    | 2                             |
| Женски | 1                         | 1                             | 6                                    | 3                    | 4                             |
| УКУПНО | 1                         | 1                             | 10                                   | 3                    | 6                             |
| Пол    | Остале услужне активности | Приватна домаћинства          | Екстериторијалне организације и тела | Непознато            | Непознато                     |
| Мушки  | 1                         | 0                             | 0                                    | 3                    | 3                             |
| Женски | 0                         | 0                             | 0                                    | 1                    | 1                             |
| УКУПНО | 1                         | 0                             | 0                                    | 4                    | 4                             |

## Галерија
- Дом културе
- Сеоска школа
- Спомен плоча на школи
- Нова зграда школе